# Ladybird, Ladybird

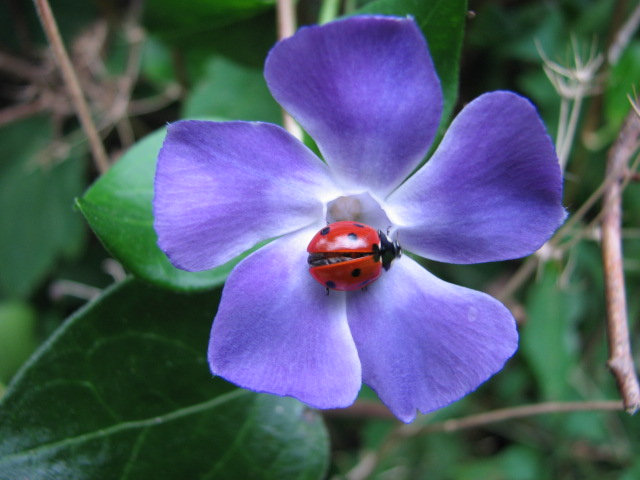
Lieveheersbeestje op bloem

Ladybird, Ladybird (Lieveheersbeestje, Lieveheersbeestje) is een bekend Engelstalig kinderliedje (nursery rhyme), in het Amerikaanse taalgebied ook bekend als Ladybug, Ladybug.
Het heeft op de Roud Folk Song Index nummer 16215. Het volksliedje is bekend sinds het in 1744 verscheen in een verzameling van kinderversjes. Qua thematiek lijkt het versje op het Duitstalige Marienwürmchen, dat eveneens een moeder-Lieveheersbeestje oproept naar haar huisje terug te keren omdat het in brand zou staan.

## Verschillende versies
Ladybird, ladybird fly away home,
Your house is on fire and your children are gone,
All except one,
And her name is Ann,
And she hid under the baking pan.
(Vertaling:
Lieveheersbeestje, lieveheersbeestje vlieg terug naar huis
Je huis staat in brand en je kinderen zijn verdwenen
Allemaal behalve één
en haar naam is Ann
die zich verbergt onder de koekenpan)
Er is ook een kortere - grimmiger - versie in omloop:
Ladybird, ladybird, fly away home,
Your house is on fire,
Your children shall burn!
(Vertaling:
Liveheersbeestje, lieveheersbeestje
je huis staat in vlammen
je kinderen zullen verbranden)
In de eerste versie heet het lieveheersbeestjeskind dat niet verdwenen is ook wel Nan, Anne, of little Anne en ze verbergt zich in verschillende versies onder verschillende soorten pannen zoals bijvoorbeeld de pudding pan.